# رباني (إسلام)
الرباني هو أحد المصطلحات الإسلامية القرآنية التي قل استخدامها في العصر الحديث والرباني هو: العالم العامل المعلم المتمسك بدين الله وطاعته، البصير في سياسة الناس.

## المعنى اللغوي
- الْمُتَصَوِّفُ فِي عِبَادَةِ اللَّهِ وَالعَارِفُ بِهِ، وَالْمُتَأَلِّهُ فِيهِ . المعجم الغني [1]
- مَنْ يعبد الله تعالى بعلمٍ وعملٍ كامِلَيْن .معجم اللغة العربية المعاصر [1]
- الرَّبانيُّ: الذي يعبد الرّبَّ . و الرَّبانيُّ الكاملُ العِلْم والعَمل . المعجم الوسيط[1]
- وللمصطلح معاني أخرى عند اليهود والنصارى .

## المصطلح
ذكر المصطلح في عدة مواضع في القرآن منها:
﴿مَا كَانَ لِبَشَرٍ أَنْ يُؤْتِيَهُ اللَّهُ الْكِتَابَ وَالْحُكْمَ وَالنُّبُوَّةَ ثُمَّ يَقُولَ لِلنَّاسِ كُونُوا عِبَادًا لِي مِنْ دُونِ اللَّهِ وَلَكِنْ كُونُوا رَبَّانِيِّينَ بِمَا كُنْتُمْ تُعَلِّمُونَ الْكِتَابَ وَبِمَا كُنْتُمْ تَدْرُسُونَ ۝٧٩﴾ [آل عمران:79]
كونوا ربَّانيين، وكل أمرٍ في القرآن يقتضي الوجوب عند المسلمين ما لم تقم قرينةٌ على خلاف ذلك، ويجب أن يكون كل مسلم ربَّاني.
وقال القرطبي في تفسير الآية:
قال الشاعر :
لو كنت مرتهنا في الجو أنزلني منه الحديث ورباني أحباري

## إحياء المصطلح
قل استخدام مصطلح رباني بين العلماء المعاصرين لذلك أخذ بعض العلماء والدعاة في محاولة لإحياء المصطلح وما خلفه من صفات حسنة للعبد الرباني على كل مسلم أن يتصف بها ومنهم محمد راتب النابلسي ومحمد حسين يعقوب الذي أنشأ مدرسة سماها الربانية .